# Győri Noémi
Győri Noémi (Budapest, 1983 –) magyar fuvolaművész.

## Tanulmányok
2007-ben kitüntetéssel diplomázott a Liszt Ferenc Zeneművészeti Egyetemen, Prőhle Henrik növendékeként, majd posztgraduális diplomákat szerzett a Bécsi Zeneművészeti Egyetemen és a Müncheni Zene- és Színházművészeti Főiskolán Barbara Gisler-Haase és Adorján András osztályában.
Győri Noémi a londoni Royal Academy of Music történetében első fuvolásként szerzett előadó-művészi PhD-fokozatot. Disszertációja, ‘Reimagining the Flute and Guitar Duo through Musical Translations of Keyboard Works by Haydn, Mozart and Beethoven’ az általa alapított 'The Classical Flute and Guitar Project' kapcsán végzett kutatásait és művészeti munkáját összegzi.

## Előadóművészeti tevékenységei
Győri Noémi 2011-ben debütált a Carnegie Hall színpadán az Alexander & Buono Nemzetközi Fuvolaverseny győzteseként,. Ugyanebben az évben tehetségének és kiemelkedő művészi teljesítményének méltatásaképp Ifjúsági Európai Művészeti Díjjal tüntette ki a Pro Europa Alapítvány, amely ezzel az elismeréssel korábban olyan művészeket illetett, mint Anne-Sophie Mutter, Julia Fischer vagy Sol Gabetta. 2012-ben Noémi elnyerte a New York-i székhelyű Salon de Virtuosi Alapítvány Karrier-díját, a Filharmónia Magyarország pedig háromszor választotta Fischer Annie-ösztöndíjas előadóművésznek.  Tanulmányai során a Klassz Tehetségek program , valamint a bécsi és a müncheni Yehudi Menuhin Live Music Now Alapítvány patronáltja volt. Győri Noémit a magyar zeneművek bemutatása és népszerűsítése terén kifejtett kiemelkedő tevékenységéért 2006-ban és 2009-ben előadó-művészi díjjal tüntette ki az Artisjus Zenei Alapítvány. 2004 és 2009 között társalapítója és művészeti vezetője volt Magyarország egyik legjelentősebb kortárs zenei fesztiváljának, az IKZE-nek (Ifjúsági Kortárs Zenei Estek).
Győri Noémi szólistaként és kamarazenészként világszerte 28 ország fesztiváljain lépett fel – többek között a Budapesti Fesztiválakadémián, az amszterdami Grachtenfestivalon, a brüsszeli MidisMinimes fesztiválon, a finn Kuhmo Kamarazenei Fesztiválon, a Budapesti Tavaszi Fesztiválon, a CAFe Budapest Kortárs Művészeti Fesztiválon, a hágai Saariaho fesztiválon és a grúz Elisso Virsaladze fesztiválon játszott. Szólistaként olyan zenekarok élén koncertezett, mint például a Luxembourg Academy Chamber Orchestra, az Orchestre Dijon Bourgogne, a Nemzeti Filharmonikusok Grazioso Kamarazenekara, az Amadinda Ütőegyüttes, a Jewish Chamber Orchestra Munich, a Georgian Sinfonietta, a Krakow Academy Orchestra, a Miskolci Szimfonikusok, a Duna Szimfonikus Zenekar, a Mendelssohn Kamarazenekar, az Óbudai Danubia Zenekar, a Nottingham Philharmonic Orchestra és az IKZE Ensemble . Szólista- és kamarazenei felkérései mellett Noémi aktív zenekari zenész is: rendszeres vendégművészként olyan kiemelkedő zenekarokban koncertezett, mint a BBC Filharmonikusok vagy a Bécsi Filharmonikus Zenekar, amellyel a Bécsi Operaházban számos produkciókban közreműködött, köztük olyan különleges előadásokban is, mint Aribert Reimann Medea című operájának premierje. Noémi 2008 óta a Jewish Chamber Orchestra Munich szólófuvolása, vendég szólófuvolásként dolgozott a Georgian Sinofniettával, a Nemzeti Filharmonikus Zenekar Grazioso Kamarazenekarával, valamint a hágai New European Ensemble-lal.
Győri Noémi a Miyazawa fuvolacég művésze, a Solti Alapítvány támogatásának köszönhetően egy kézzel készített Lafin fuvolafejen, valamint a Philip Loubser Alapítvány patronáltjaként egy Miyazawa Boston mesterfuvolán játszik.

## Oktatói tevékenység
2012-től a Royal Northern College tanársegédje, az RNCM fiatal tehetségek részlegében 2011 óta vezeti osztályát, valamint 2019 óta a The University of Manchester fuvola tanára. 2012-ben az RNCM nemzetközi nagykövetévé választották. 
Győri Noémi az elmúlt években számos mesterkurzust vezetett olyan intézményekben, mint a Royal Irish Academy of Music, a Bard College (New York), a Hong Kong Academy of Performing Arts, a Leeds College of Music, a Junior Royal Academy of Music, a Consevatoire Dijon, a Pôle d’Enseignement Supérieur de la Musique en Bourgogne Dijon, a Busan Zene- és Képzőművészeti Szakközépiskola (Dél-Korea), a Bartók Béla Zeneművészeti Szakközépiskola és Gimnázium, a Weiner Leó Zeneművészeti Szakközépiskola és a Tbilisi Konzervatórium (Grúzia). A New Millenium Nemzetközi Kamarazenei Fesztivál, a Bozsok Zenei Fesztivál, a tajvani Beigang Nemzetközi Zenei Fesztivál és a svájci Artesono Nemzetközi Zenekari Kurzus docense volt, valamint a Miyazawa cég művészeként sikeres workshopokat vezetett Németország-szerte. Noémi 2013-ban a norvég Grieg Akadémián oktatott Erasmus-professzorként, 2018-ban a Chetham’s School of Music fuvolavizsgájának szakfelügyelője volt.

## Felvételek és publikációk
Antonio Nava Fuvola-gitár duói (Koltai Katalin gitár, World Premier Recording sorozat, Hungaroton), 2011. 
Glowing Sonorities, Schubert, Reinecke és Franck szonátái (Csillagh Katalin zongora, 2016 Hungaroton). 
Transforming Traditions, Haydn, Mozart, Beethoven és Giuliani fuvolán és gitáron (Koltai Katalin gitár, Genuin 2019). 
Haydn és Mozart Kvartettek (Kokas Katalin hegedű, Bársony Péter brácsa, Kokas Dóra cselló, Hungaroton 2021).
Győri Noémi az osztrák Doblinger Archiválva 2019. június 1-i dátummal a Wayback Machine-ben kiadó gondozásában megjelentetett 'Classical Flute and Guitar' címet viselő, Haydn, Mozart és Beethoven zongoraműveiből készített fuvola- és gitárátirat-kottasorozatának társszerzője. A sorozat célja, hogy a legkiválóbb bécsi klasszikus szerzők eredetileg zongorára és annak nyelvezetére komponált mesterműveit, a fuvola és a gitár érzékeny, színekben gazdag szókincstárára fordítsa. A sorozat részeként Mozart d-moll Fantáziáját, Haydn (Hob. XVI:37) D-dúr és (Hob. XVI:30) A-dúr Archiválva 2020. október 28-i dátummal a Wayback Machine-ben szonátáját követően, Beethoven Les Adieux Archiválva 2020. október 28-i dátummal a Wayback Machine-ben szonátája 2018-ban jelent meg.
Győri Noémi 2018-ban indította útjára "Noemi Collection" nevű kollekcióját, mely mind fuvolaművészeknek, mind pedig a szélesebb közönségnek exkluzív, egyedi tervezésű használati tárgyakat kínál. A kollekció darabjai a zenét és dizájnt hivatottak egyesíteni, és akár egy-egy valódi műalkotás, művészi együttműködések eredményeként születtek.